# The Deviants
The Deviants è stato un gruppo musicale britannico, fondatosi nel 1967. Attivo dalla seconda metà degli anni sessanta, il gruppo è stato usato anche come veicolo per i lavori solisti del fondatore Mick Farren (1943-2013), agitatore culturale ed esponente della controcultura britannica.

## Storia
Spesso accomunati agli statunitensi Fugs e ai Mothers of Invention, sono considerati tra i più importanti gruppi inglesi di musica underground degli anni sessanta.
Nati come Social Deviants, hanno pubblicato negli anni sessanta tre album intrisi di psichedelia e garage rock, connotati da una grande sperimentazione musicale e da testi taglienti e arrabbiati. Nel 1969 il leader Mick Farren sciolse il gruppo per abbracciare la carriera da giornalista. Gli altri componenti, Paul Rudolph (chitarra), Duncan Sanderson (basso) e Russell Hunter (batterista) diedero vita con Twink ad un nuovo progetto: i Pink Fairies.
Il nome del gruppo è stato riesumato saltuariamente dallo stesso Farren per giungere ad una vera e propria reunion nel 2011.

## Discografia

### Album in studio
- 1967 – Ptooff!
- 1968 – Disposable
- 1969 – The Deviants 3
- 1984 – Human Garbage (live)
- 1996 – Fragments of Broken Probes (demos, outtakes e live)
- 1996 – Eating Jello With a Heated Fork
- 1999 – The Deviants Have Left The Planet (demos, outtakes e live)
- 1999 – Barbarian Princes (Live In Japan)
- 2000 – This CD Is Condemned (compilation)
- 2001 – On Your Knees, Earthlings (compilation)
- 2002 – Dr. Crow